# Unfun
Unfun is het debuutalbum van de Amerikaanse punkband Jawbreaker. Het album werd in 1990 uitgegeven door Shredder Records op lp, cassette en cd en werd later nog een keer uitgegeven met een bonustrack op 30 maart 2010. De cd-versie bevat drie bonustracks. Alle versies van het album na 2002 zijn uitgegeven via Blackball Records, het platenlabel van de band zelf.

## Nummers
| Oorspronkelijke uitgave 1. "Want" - 3:22 2. "Seethruskin" - 2:24 3. "Fine Day" - 4:27 4. "Incomplete" - 2:41 5. "Imaginary War" - 4:00 6. "Busy" - 4:24 7. "Softcore" - 3:27 8. "Driven" - 3:30 9. "Wound" - 2:52 10. "Down" - 3:32 11. "Gutless" - 2:53 12. "Drone" - 3:48 | Bonustracks (cd) 1. "Lawn" - 3:28 2. "Crane" - 3:40 3. "Eye-5" - 5:50 Bonustracks (2010) 1. "Busy" - 4:30 |